# Centro de Convenciones Yucatán Siglo XXI

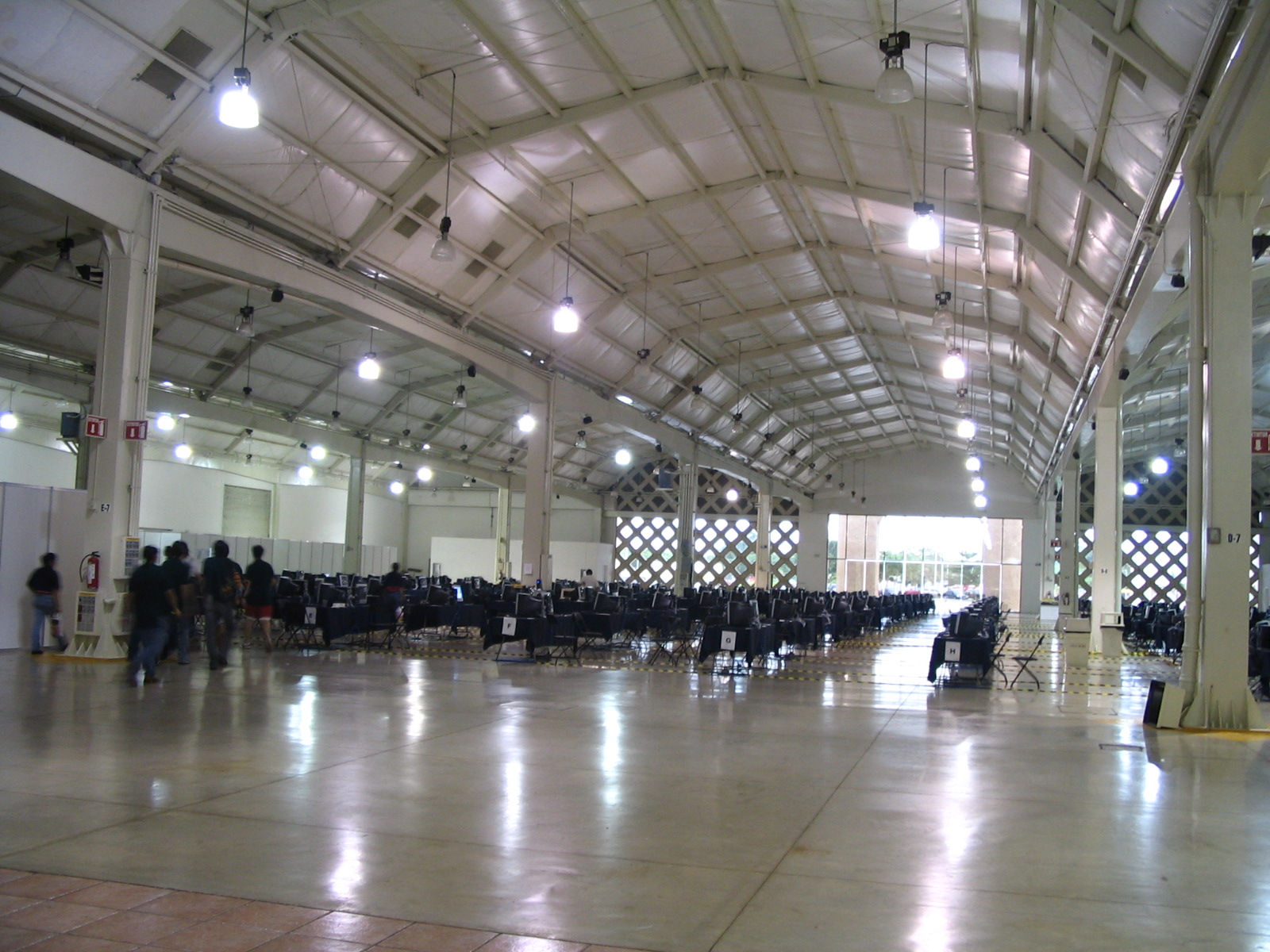
Salón Chichén Itzá en el Centro de Convenciones Siglo XXI

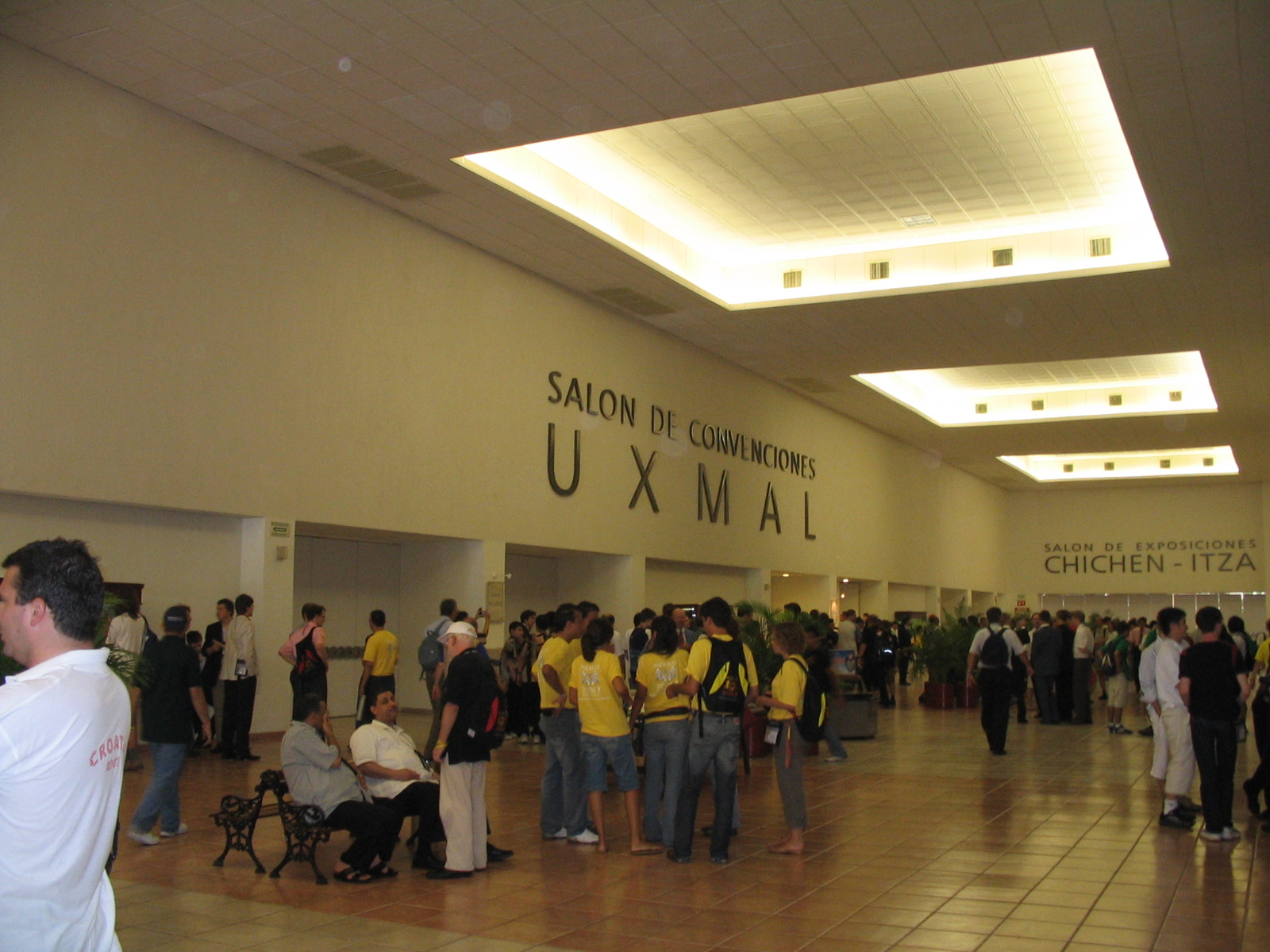
Lobby

Yucatán Siglo XXI es un centro de convenciones y exposiciones localizado al norte de la ciudad de Mérida, Yucatán, México,del arquitecto mexicano Pedro Ramírez Vázquez, precisamente en donde se ubicó el complejo industrial de Cordemex. Fue inaugurado en enero de  1999 por el gobernador Víctor Cervera Pacheco, en el marco de la Expo denominada INFOCOMM, primera exposición efectuada en este recinto ferial siendo organizada por el empresario Emilio Blanco del Villar y montada por el también empresario Miguel Wabi Yabur, Dir. de Expo Eventos Grandes SA de CV. 
Cuenta con varias salas de exposiciones cuyos nombres hacen referencia a sitios arqueológicos mayas como "Izamal", Chichén Itzá, Ek Balam,  Uxmal y los salones denominados Progreso y Mérida. También cuenta con 6 salas de cine. Además de convenciones, este edificio es utilizado para expo-ferias, eventos musicales, y ceremonias como quince años, graduaciones y bodas, entre otros. A finales del año 2006 se inauguró un Centro de Negocios.

## Eventos internacionales
El Centro de Convenciones Yucatán Siglo XXI también ha sido sede de eventos de talla internacional, algunos de ellos son:
- 26.º Conferencia Regional de la FAO para América Latina y el Caribe (10-14 de abril de 2000)
- Olimpiada Internacional de Matemáticas 2005 (8-19 de julio de 2005)
- Olimpiada Internacional de Informática 2006 (13-20 de agosto de 2006)
- 6.ª Cumbre de la Asociación de Estados del Caribe. (28-30 de agosto de 2014)

Asimismo, este recinto ha sido cuna de grandes conciertos durante el segundo semestre del año 2007 y el primer semestre del año 2008, tales como el Concierto de la super estrella Gloria Trevi, Armin Van Buuren de su tour "Universal Tour", Ximena Sariñana, Susana Zabaleta, Camila, Emmanuel, Infected Mushroom y Mago de Oz.
En este lugar se hizo el lanzamiento del "Concierto de las Mil Columnas, Plácido Domingo en Chichén Itzá"  con la Soprano Ana María Martínez, y la Orquesta Sinfónica de Yucatán bajo la batuta de Eugene Kohn, teniendo como artista invitado al maestro Armando Manzanero. 
Este recinto cuenta con una sala de exposiciones denominada Chichén Itzá y que consiste en 6 naves industriales con una superficie total de 7,656 metros cuadrados.